# Helen Englert Blaum
Helen Englert Blaum (* 15. März 1922 in New Orleans, Louisiana als Helen Englert; † 27. September 2017 in Thibodaux, Louisiana) war eine US-amerikanische Swing-Sängerin der 1930er und 1940er Jahre. Bekannt war sie zeitweilig auch unter den Namen Helen Englert, Helen Southern und Helen Warren.

## Leben und Wirken
Englert gewann im Alter von 15 Jahren gewann in New Orleans ihren ersten Gesangswettbewerb, was eine Serie von lokalen Auftritten nach sich zog. 1939 wurde sie zur Miss Junior New Orleans gewählt und 1941 zur Miss New Orleans. Das verhalf ihr zu verschiedenen Jobs, unter anderem sang sie für die Al Strieman Band. Kurze Zeit darauf entdeckte sie Larry Clinton, der Blaum vom Fleck weg engagierte, ihr den Künstlernamen Helen Southern gab und für einige Monate mit auf Tour nahm. Nach einem Black-Out vor Publikum in New York kam es zu einem Bruch mit Clinton und sie wechselte nicht nur die Band, sondern auch den Künstlernamen. Unter dem Pseudonym Helen Warren (und zum Teil auch mit ihrem Geburtsnamen Helen Englert) setzte sie ihre Karriere mit Bandleadern wie Jan Garber, Ken Harris, Jack Normand, Jan Savitt, Sunny Starns und Woody Wilson fort. Während des Krieges stand sie überwiegend für US-Soldaten am Mikrofon. Dann kehrte sie nach New Orleans zurück und arbeitete mit der Leon Kelner Band im Blue Room des Roosevelt Hotel. Sie hatte noch kleinere Jobs in Hollywood, die aber nicht reichten, um sie und die Familie über Wasser zu halten. In der Konsequenz wechselte sie das Metier und kümmerte sich fortan in verschiedenen Bereichen professionell um Kinder. 
In der Rückschau wird Blaum als Sängerin charakterisiert, die schon in jungen Jahren „das Aussehen, das Auftreten und die Stimme eines zukünftigen Stars“ hatte. Doch nur kurz lebte sie „ihren Big Band Traum“, dann kamen mehrere Faktoren zusammen, die ihre Karriere in den 1940er Jahren stark ausbremsten. Ihr persönlicher Anteil daran waren die vielen Künstlernamen, die für Verwirrung sorgten. Äußere Faktoren waren die schwierigen Bedingungen für Big Bands während und nach dem Krieg. Schließlich waren es materielle Nöte und vor allen Dingen die Familiengründung, die Blaums Karriere als Sängerin 1947 ein Ende setzten. Blaum war in erster Ehe mit dem Saxophonisten Joe DeGiuli verheiratet. 1952 vermählte sie sich mit Harold ‚Hal‘ Sydney Blaum. Aus beiden Verbindungen gingen vier Kinder hervor. Aus der Zeit mit Clinton blieb der Titel „The Nearness of You“ (1940) als einer der Top-Hits aus der Big-Band-Ära in Erinnerung. 

## Diskografie
Mit dem Larry Clinton Orchestra:
- 1940: Tiny Old Town (Victor BS-047713)
- 1940: You Oughta Hang Your Heart in Shame (Victor BS-047714)
- 1940: The Nearness of You (Victor BS-050843)
- 1940: When the Swallows Come Back to Capistrano (Victor BS-050844)
- 1940: Blue Lovebird (Victor BS-050846)